# Ngata (folk)
Ngata, även wangata, är ett bantufolk i Kongo-Kinshasa, Centralafrika. Deras geografiska hemvist runt 1900 låg bland annat i anslutning till Rukifloden, en biflod till Kongofloden.

## Antropomorfa kistor
Ngatas skulpturer har koppling till deras begravningsritualer. Mest kända är de antropomorfa polykroma träkistorna som finns i både manlig och kvinnlig form. Det finns olika teorier kring deras betydelse och användning men de ristades i hemlighet vid en helig glänta i skogen som kallas Efomba av en rituell träsnidarspecialist, bobongo, och kistan kallas bonganga-nganga. Dessa antropomorfa figurer sattes på viktiga personers gravar, i ett litet hus byggt enbart för detta ändamål. Ngatakistor har ofta ett fiskbensmönster eller andra geometriska mönster.